# Friedrich Gornik
Friedrich Gornik (* 15. Januar 1877 in Prävali (Slowenien); † 26. März 1943 in Wien) war ein österreichischer Bildhauer und Kunsthandwerker.

## Leben
Gornik besuchte eine Fachschule in Villach, ehe er ein Jahr bei Theodor Charlemont in Wien lernte und arbeitete. Von 1897 bis 1905 studierte er an der Wiener Kunstgewerbeschule, die er mit einem Reisestipendium absolvierte. Auf einer Ausstellung in Villach präsentierte er im Jahre 1903 seine Arbeiten, darunter keramische Tierdarstellungen, teilweise für Beleuchtungskörper, sowie Entwürfe für Vasen und Schalen. In weiterer Folge schuf Gornik große Tierfiguren in Gips, die von anderen Künstlern gegossen wurden und auf seine eigenen zoologischen Studien im Tiergarten Schönbrunn zurückgehen. Eine naturalistische Pferdegruppe, die Troika, wurde von Kaiser Franz Joseph I. angekauft und befindet sich heute in der Kaiservilla in Bad Ischl.
Am 4. Jänner 1916 wurde Gornik in die Kunstgruppe des k.u.k. Kriegspressequartiers aufgenommen, wo er bei seinem Eintritt fälschlicherweise als Kriegsmaler bezeichnet wurde. In den Werken, die er dort während des Ersten Weltkriegs in erster Linie am italienischen Kriegsschauplatz anfertigte, zeigt sich neben Menschendarstellung auch die Vorliebe für das Tiermotiv. Gemeinsam mit anderen namhaften Künstlern des Kriegspressequartiers stellte er auf den jeweiligen Kriegsausstellungen sowie im Wiener Künstlerhaus in den Jahren 1916, 1917 und 1918 seine Werke aus. Gornik war Mitglied der NSDAP (Mitgliedsnummer 7.980.407). Er wirkte weiter teils in Wien, teils in Kärnten, ehe er am 26. März 1943 an einem Schlaganfall starb. Seine entomologische Sammlung vermachte er dem Kärntner Landesmuseum.
Gorniks Arbeiten sind von hoher handwerklicher Qualität, die mit dem Erfassen des Psychischen und Physischen gepaart ist. Friedrich Gornik war Mitbegründer des Kärntner Kunstvereins, seine Werke sind heute in mehreren Museen vertreten, darunter in der Österreichischen Galerie Belvedere und im Heeresgeschichtlichen Museum.

## Werke (Auszug)

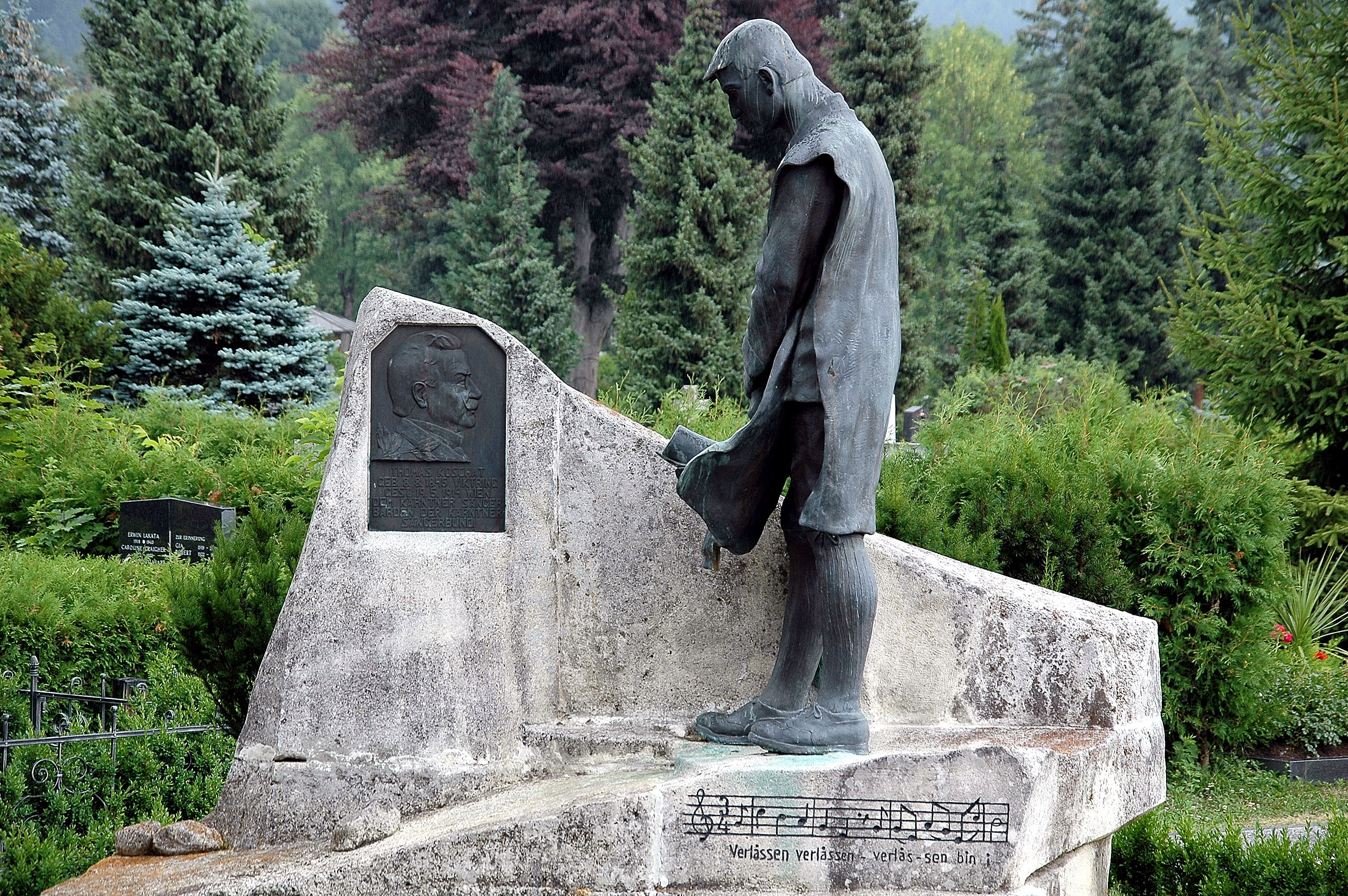
Großplastik eines in stillem Gedenken versunkenen Lesachtalers, Grabmal für den Viktringer Liederfürsten Thomas Koschat (1845–1914)

- Figurengruppe Bosnische Tragtierkolonne, Bronze, signiert und datiert „F.Gornik 1916“, 13 × 52,5 × 26,5 cm; Heeresgeschichtliches Museum, Wien
- Reiterstatuette Attackierender Dragoner zu Pferd, Bronze, signiert „Fried.Gornik“, 52 × 14,5 × 41,5 cm; Heeresgeschichtliches Museum, Wien[8]
- Reiterstatuette Vedette, Bronze, signiert „Fried.Gornik“, 40 × 14 × 47 cm; Heeresgeschichtliches Museum, Wien
- Großplastik eines in stillem Gedenken versunkenen Lesachtalers, Grabmal für den Viktringer Liederfürsten Thomas Koschat (1845–1914); Annabichler Friedhof der LH Klagenfurt/Kärnten.